# 廣州公車南24路
广州公交南沙24路是廣東省廣州市南沙区的一條公交线路，目前由广州南沙交通发展有限公司运营，往來横沥地铁站总站和南沙湾总站。

## 历史
南沙区曾在2011年开通南沙24路，其作为南沙资讯科技园和南沙科创中心接驳地铁4号线的微循环线路，自2018年8月11日起调整为环线，并变更路号为南沙W2路。
现在的南沙24路于2021年10月28日开通，填补了南沙舊城區前往横沥地铁站的公交空白，南沙湾和南沙舊城區的居民可乘坐南沙24路直达横沥地铁站，换乘地铁18号线。
2023年3月1日，南沙24路的东端总站延伸至虎门轮渡码头。

## 路线
现在的南沙24路自横沥地铁站总站起，经鳳凰大道和萬新大道，轉入明珠灣大橋跨越蕉門水道，再经环市大道南、海港大道和港前大道，抵达虎门轮渡码头总站，返程路线大致相同。